# عبد الله مغربي
عبد الله علي مغربي (مواليد 14 أغسطس 1995) هو لاعب كرة القدم لبناني، يلعب في مركز مدافع أيسر لنادي النجمة اللبناني.

## المسيرة الكروية
خرج عبد الله مغربي من أكاديمية الشباب، وبدأ مسيرته الاحترافية مع نادي طرابلس. في أكتوبر 2020، أُفيد بأن مغربي وقع عقدًا مع نادي الكرخ العراقي دون إعلام نادي طرابلس. وبحلول عام 2021، عُيّن مغربي قائدًا لفريق طرابلس.
في أغسطس 2022، انضم مغربي إلى نادي النجمة اللبناني بعقد يمتد لخمس سنوات.

## المسيرة الدولية
ظهر عبد الله مغربي لأول مرة مع المنتخب اللبناني في 10 سبتمبر 2023، في مباراة فاز فيها الفريق 1–0 أمام الهند ضمن مباراة تحديد المركز الثالث في بطولة اتحاد جنوب آسيا 2023.

## الحياة الشخصية
يحمل عبد الله مغربي شهادة ماجستير في التربية الصحية والاجتماعية، مع تخصص في الصحة العامة.

## إحصائيات المسيرة

### الدولية
آخر تحديث آخر مباراة في 17 أكتوبر 2023.
| المنتخب  | السنة    | المباريات | الأهداف |
| -------- | -------- | --------- | ------- |
| لبنان    | 2023     | 3         | 0       |
| الإجمالي | الإجمالي | 3         | 0       |

## الألقاب
طرابلس
- وصيف كأس التحدي اللبناني: 2021

النجمة
- الدوري اللبناني الممتاز: 2023–24
- كأس لبنان: 2022–23
- كأس السوبر اللبناني: 2023.